# Ханс Кристоф III Фьолин фон Фрикенхаузен
Ханс Кристоф III Фьолин фон Фрикенхаузен-Илертисен (на немски: Hans Christoph III Vöhlin von Frickenhausen Freiherr zu Illertissen; * 15 октомври 1589 в Илертисен; † 2 ноември 1641 в Нойбург ан дер Камел, Бавария) е благородник от род „Фьолин фон Фрикенхаузен“ фрайхер на Илертисен в Швабия, Бавария.
Той е син на Карл Фьолин фон Фрикенхаузен, господар на Илертисен (1562 – 1599) и съпругата му Мария Рот фон Бусмансхаузен (1569 – 1618), дъщеря на Давид Рот фон Бусмансхаузен и Катарина фон Швенди. Внук е на Ханс Кристоф I Фьолин фон Фрикенхаузен († 1576) и фрайин Вероника фон Фрайберг-Айзенберг, Халденванг и Найдлинген (1523 – 1582), дъщеря на фрайхер Еберхард фон Фрайберг-Айзенберг, Халденванг, Найдлинген и Анна фон Щайн.
Сестра му Мария Юлиана Фьолин фон Фрикенхаузен (1594 – 1653) е омъжена на 15 октомври 1618 г. с граф Хуго Фугер фон Кирхберг-Вайсенхорн (1589 – 1627).
Фамилията Фьолин е успешна търговска фамилия в имперския град Меминген. През 1460 г. Ерхард Фьолин ’Стари’ († 1484) купува селото Фрикенхаузен. През 16 век там се построява дворец Фрикенхаузен. Дядо му Ерхард II Фьолин Млади († 1557) купува през 1520 г. господството Илертисен за 30 000 фл от Швайкхардт фон Гунделфинген и се отказва от гражданското си право в Меминген. Така започва 236-годишната ера на фамилията Фьолин в Илертисен, която през 1756 г. финансово банкрутира и завършва с продажбата на господството. Фамилията Фьолин фон Фрикенхаузен притежава господството Нойбург ан дер Камел в Бавария от 1524 до 1816 г. След изчезването на фамилията Фьолин по мъжка линия, дъщерите наследяват дворец Нойбург и живеят там до 1816 г.

## Фамилия
Ханс Кристоф III Фьолин фон Фрикенхаузен се жени на 5 ноември 1612 в Илертисен за фрайин Мария Йохана фон Велден (* 1594, Хохалтинген; † 20 юни 1629, Илертисен), дъщеря на фрайхер Карл фон Велден-Хохалтинген и Кордула фон Хюрнхайм. Те имат децата:
- Йохан Карл Фьолин фон Фрикенхаузен (* 27 септември 1613, Илертисен; † 6 януари 1614, Илертисен)
- Мария Кордула Фьолин фон Фрикенхаузен-Илертисен-Нойбург, фрайин фон Илертисен и Нойбург (* 30 септември 1614, Илертисен; † 1685), омъжена през май 1639 г. с граф Йохан Франц Фугер фон Кирхберг-Вайсенхорн-Бабенхаузен (* 5 септември 1613; † 1 декември 1668), син на търговеца граф Йохан Фугер фон Кирхберг-Вайсенхорн ’Стари’ (1583 – 1633) и графиня Мария Елеоноря фон Хоенцолерн-Зигмаринген (1586 – 1668)
- Ханс Албрехт Фьолин фон Фрикенхаузен-Илертисен (* 5 май 1629; † 7 юли 1693, Нойбург ан дер Камел, Бавария), господар на Нойбург ан дер Камел, Бавария, женен на 31 август 1654 г. в манастир Лехфелд с графиня Мария Конкордия фон Прайзинг цу Моос († 3 май 1712, Нойбург а.К.)

Ханс Кристоф III Фьолин фон Фрикенхаузен се жени втори път на 18 януари 1630 г. в Илертисен за фрайин Мария Максмилиана Фугер фон Кирхберг-Вайсенхорн (* 13 ноември 1591, Пфирт; † 17 януари 1644, Нойбург), дъщеря на фрайхер Северин Фугер фон Кирхберг-Вайсенхорн (1551 – 1601) и Катарина фон Хелфенщайн-Визенщайг (1563 – 1627). Бракът вероятно е бездетен.